# Sint-Matthiastriller
De Sint-Matthiastriller (Lalage conjuncta) is een zangvogel uit de familie Campephagidae (rupsvogels).

## Verspreiding en leefgebied
Deze soort komt alleen voor op het eiland Mussau, een van de Sint-Matthias-eilanden in de Bismarck-archipel.

## Status
De grootte van de populatie is niet gekwantificeerd en er is maar erg weinig bekend van deze vogel. Aangenomen wordt dat de vogel erg schaars is en achteruitgaat door ontbossing. Op de Rode lijst van de IUCN heeft deze soort daarom de status kwetsbaar.